# گرو، گیفو
۳۵°۴۸′ شمالی ۱۳۷°۱۵′ شرقی / ۳۵٫۸۰۰°شمالی ۱۳۷٫۲۵۰°شرقی
گرو در استان گیفو در کشور ژاپن واقع شده است  که دارای جمعیت ۳۷٬۴۵۵ نفر و مساحت ۸۵۱٫۰۶ کیلومتر مربع با تراکم جمعیت ۴۴٫۰  نفر در کیلومترمربع است و در تاریخ ۱ مارس ۲۰۰۴ به عنوان شهر شناخته شد.